# Serixia uniformis
Serixia uniformis là một loài bọ cánh cứng trong họ Cerambycidae.